# Bank Słowenii
Bank Słowenii (sl. Banka Slovenije) – bank centralny Słowenii z siedzibą w Lublanie. Został założony 25 czerwca 1991 roku. Jego głównym zadaniem jest dbanie o stabilność waluty państwa i dbanie o spójność przepływu pieniędzy w kraju i za granicą. Jest również odpowiedzialny za kontrolę systemu bankowego. Jest niezależną instytucją nie związaną z rządem. Zobowiązany jest do przedstawienia regularnych raportów o swoich operacjach do Zgromadzenia Narodowego.
Bank Słowenii w 2007 roku dołączył do eurosystemu. Euro zastąpiło wtedy tolara i zostało walutą Słowenii.